# Balsthal
Balsthal (von den Einheimischen Bauschtu [ˈbaʊʃdu] genannt) ist eine politische Gemeinde im Bezirk Thal des Kantons Solothurn in der Schweiz, dessen Hauptort sie auch ist. Balsthal setzt sich zusammen aus dem Dorf Balsthal, der Klus und dem Weiler Sankt Wolfgang.
Balsthals Nachbargemeinden sind, von Norden im Uhrzeigersinn begonnen: Mümliswil-Ramiswil, Holderbank, Oberbuchsiten, Oensingen, Niederbipp BE und Laupersdorf.

## Geschichte

Historisches Luftbild von Walter Mittelholzer von 1932

Spuren keltischer Besiedlung finden sich u. a. in Gestalt des Hort von Balsthal. Unter den Römern lag Balsthal an einer Strasse, die Aventicum (beim heutigen Avenches) über den Oberen Hauenstein mit Augusta Raurica (bei Basel) verband.
968 wurde Balsthal erwähnt als Palcivallis, 1226 als Balcetal, was wohl ursprünglich Tal des Balzo bedeutete. Im Mittelalter gehörte es zunächst zum Fürstbistum Basel, ab Ende des 12. Jahrhunderts unterstand es den Freiherren von Bechburg. Aus dem 12. Jahrhundert und 13. Jahrhundert stammen auch die beiden Burgen Neu-Falkenstein und Alt-Falkenstein. Freiherr Henman von Bechburg überfiel 1374 im Weiler St. Wolfgang bei Balsthal einen Transport von Basler Kaufleuten und erbeutete unter anderem einige Zentner kostbaren Safrans, was den „Safrankrieg von Balsthal“ auslöste. 1402 kam Balsthal zu Solothurn und wurde Gerichtssitz. In der folgenden Zeit wuchs Balsthal stark, da es an der wichtigen Nord-Süd-Handelsroute über den Oberer Hauenstein lag. Entlang der Strasse entstanden gewerbliche Betriebe und Herbergen. Die Gastwirte spielten entsprechend auch in der lokalen Politik eine herausragende Rolle.
Während der Zeit des Dreissigjährigen Krieges kam es in der Klus zu einem Angriff Solothurner Bauern auf Berner Soldaten, worauf Bern Solothurn mit Krieg drohte. Dieser sogenannte Kluserhandel von 1632 brachte die Schweiz an den Rand eines Bürgerkriegs, konnte aber schliesslich nach intensiven Vermittlungen noch friedlich gelöst werden.
1798 wurde die als Landvogtsitz fungierende Burg Neu-Falkenstein im Zuge der Helvetischen Revolution von erbosten Bewohnern in Brand gesteckt. Wie auch an anderen Orten wurde in Balsthal 1830 im Gefolge der französischen Julirevolution ein Volkstag veranstaltet. Am 22. Dezember kamen liberal gesinnte Menschen aus dem ganzen Kanton zusammen und leiteten damit den Sturz des Solothurner Patriziats ein.
Die Eröffnung des Hauensteintunnels 1857 traf das Balsthaler Gewerbe schwer. Ersatz bot die Industrie, zunächst die «Papierfabrik Balsthal», die noch heute als SABER Swiss Quality Paper AG fortbesteht, dann das «Eisenwerk Klus» der Firma von Roll, das zum grössten Arbeitgeber im Thal wurde. Am 22. Juni 1926 kam es in Balsthal nach heftigen Gewittern zu Überschwemmungen.
Mit der Rezession der 1970er-Jahre und der zunehmenden Deindustrialisierung wurde eine wirtschaftliche Neuausrichtung nötig. Neue Unternehmen fassten Fuss. Die heute bedeutendsten Firmen im Thal sind neben der Papierfabrik die Grossmetzgerei und Salamifabrik Gehrig AG und die Leichtmetallgiesserei Tenba AG.

### Wappen
Das Dorfwappen sind zwei zu einer 8 verschlungene weisse Schlangen auf blauem Grund. Die Anordnung der Schlangen hat einen militärischen Hintergrund: Gemäss einer Quelle von 1689 gehörten die Thaler Gemeinden zur vierten und fünften Kompanie des zweiten Regimentes der Milizarmee von Solothurn. Die Ziffer 4 wurde zu jener Zeit wie eine unten offene 8 geschrieben.
Mit Ausnahme von Holderbank, Mümliswil-Ramiswil und Gänsbrunnen scheinen alle Wappen der Thaler Gemeinden in dieser Tradition zu stehen. Doch nur jene von Balsthal und Laupersdorf weisen diese Achterform auf. In den Wappen von Aedermannsdorf, Herbetswil, Matzendorf und Welschenrohr ist das Hauptmotiv ein Winkel – eine Abart der alten 5 – mit je unterschiedlicher Farb- und Formvariante.
Auf die jahrelange Herrschaft der Untervogtsfamilie Brunner geht vielleicht der blauen Grundton des Balsthaler Wappens zurück – diese Familie trug diese Farbe bereits zuvor in ihrem Wappen.

## Bevölkerung
Bis Ende der Sechzigerjahre stieg die Bevölkerung von Balsthal auf knapp 6000 Einwohner. Infolge der Deindustrialisierung (dort Von Roll-Krise genannt) sank sie dann aber bis auf etwa 5100. Seither steigt sie wieder langsam an. Der Ausländeranteil beträgt 35,23 Prozent (per Ende 2015).
Balsthal ist überwiegend katholisch geprägt. Laut der Volkszählung 2000 gehören 52,9 Prozent dieser Konfession an, während 21,4 Prozent Protestanten, 2,8 Prozent Orthodoxe und 10,1 Prozent Muslime sind. 0,9 Prozent gehören anderen Glaubensgemeinschaften an und 8,9 Prozent sind konfessionslos. (Die restlichen machten keine Angaben.)

## Wirtschaft
In Balsthal bestehen etwa 2400 Arbeitsplätze (Voll- und Teilzeit)
Beschäftigungsstruktur (2004)
- 2 % Land- und Forstwirtschaft
- 44 % Industrie und Gewerbe
- 54 % Dienstleistungsbetriebe

Papierfabrik Balsthal
Im Jahr 1883 wurde die Papierfabrik Balsthal gegründet; heutige Swiss Quality Paper AG.

## Verkehr

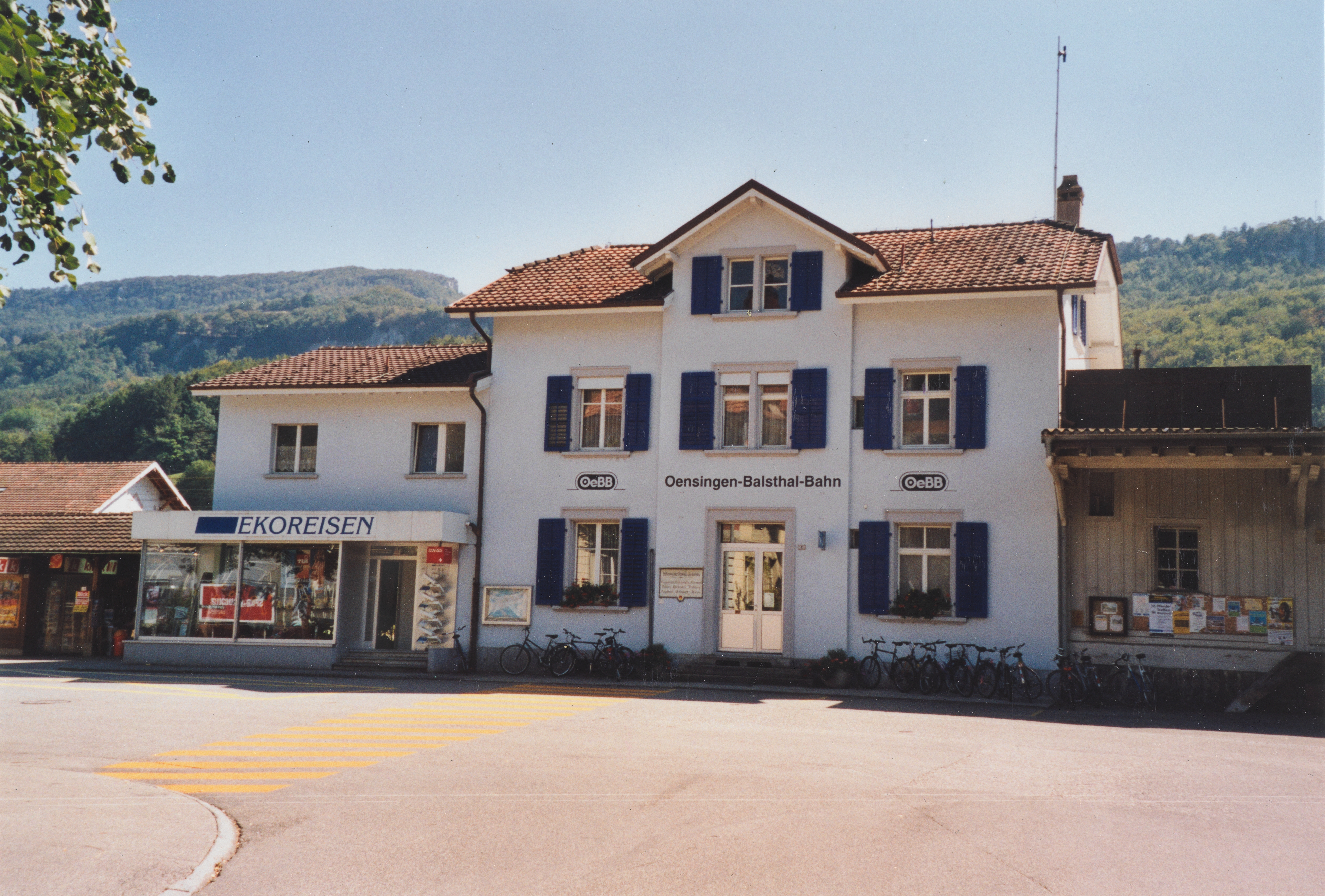
Stationsgebäude Balsthal OeBB (2003)

Eine gut vier Kilometer lange, normalspurige Bahnstrecke führt seit 1899 von Balsthal durch die Klus zur Jurasüdfusslinie nach Oensingen. Sie wird von der privaten Oensingen-Balsthal-Bahn (OeBB) betrieben und ist seit 1943 komplett elektrifiziert. Der Personenverkehr erfolgt in Halbstundentakt, es besteht umfangreicher Güterverkehr.
Die kleine Bahn ist bei Eisenbahnfreunden wegen ihrer Sammlung historischer Bahnfahrzeuge beliebt. Auch ältere Lokomotiven und Triebwagen sowie eine Dampflokomotive kommen zum Einsatz.

## Politik

### Exekutive
Die Exekutive bestand bis 2013 aus einem elfköpfigen Gemeinderat, seither besteht er aus zwei Sitzen weniger. Die Sitze verteilten sich wie folgt:
- SP: 1
- CVP: 2
- FDP: 3
- SVP: 3

| Partei                                 | 2021–2025 | (+/−) | 2017–2021 | (+/−) | 2013–2017 |
| -------------------------------------- | --------- | ----- | --------- | ----- | --------- |
| FDP.Die Liberalen                      | 3         | ±0    | 3         | ±0    | 3         |
| Schweizerische Volkspartei             | 3         | +1    | 2         | ±0    | 2         |
| Christlichdemokratische Volkspartei    | 2         | ±0    | 2         | ±0    | 2         |
| Sozialdemokratische Partei             | 1         | ±0    | 1         | ±0    | 1         |
| Kritisch-konstruktive-Bauschtler (kkB) | 0         | −1    | 1         | +1    | 0         |
| Parteilos                              | 0         | ±0    | 0         | −1    | 1         |

### Gemeindepräsident
Von 2009 bis 2013 bekleidete Willy Hafner (CVP) das Amt des Gemeindepräsidenten. 2013 kam es in einer stillen Wahl zu einem Wechsel zum parteilosen Roland Stampfli. Von 2017 bis 2021 bekleidete Pierino Menna (CVP) das Amt des Gemeindepräsidenten. Seit 2021 ist Freddy Kreuchi (FDP) der amtierende Gemeindepräsident von Balsthal.

## Sehenswürdigkeiten
- Via Surprise: Alter Römerweg Balsthal
- 2007–2014: Stöckli Weiermatt von Pascal Flammer und Ingenieur Patrick Gartmann von Conzett Bronzini Gartmann[11][12]; 2012: Publikumspreis – Das beste Einfamilienhaus; 2013: Auszeichnung ausgewählter Bauten im Kanton Solothurn 2010–2013; 2013: Auszeichnung – Häuser des Jahres; 2014: Philippe Rotthier European Prize for Architecture

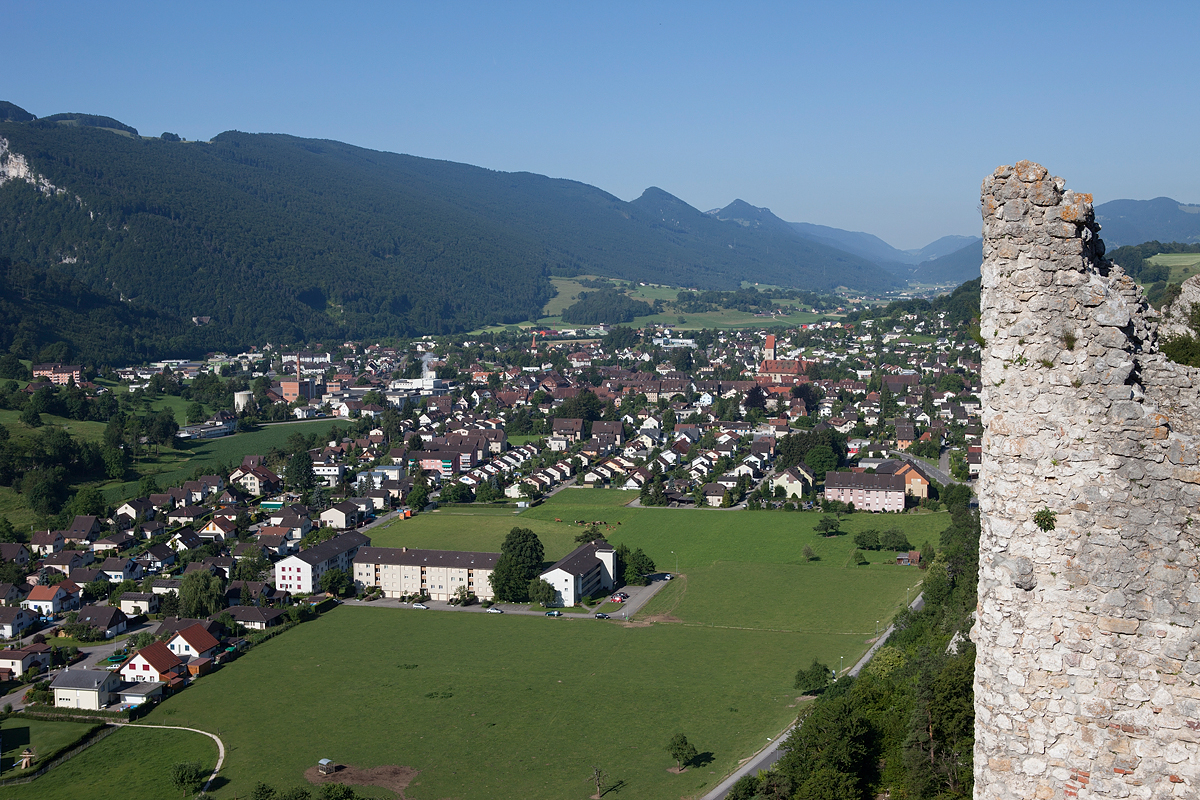
Blick auf Balsthal von Neu-Falkenstein
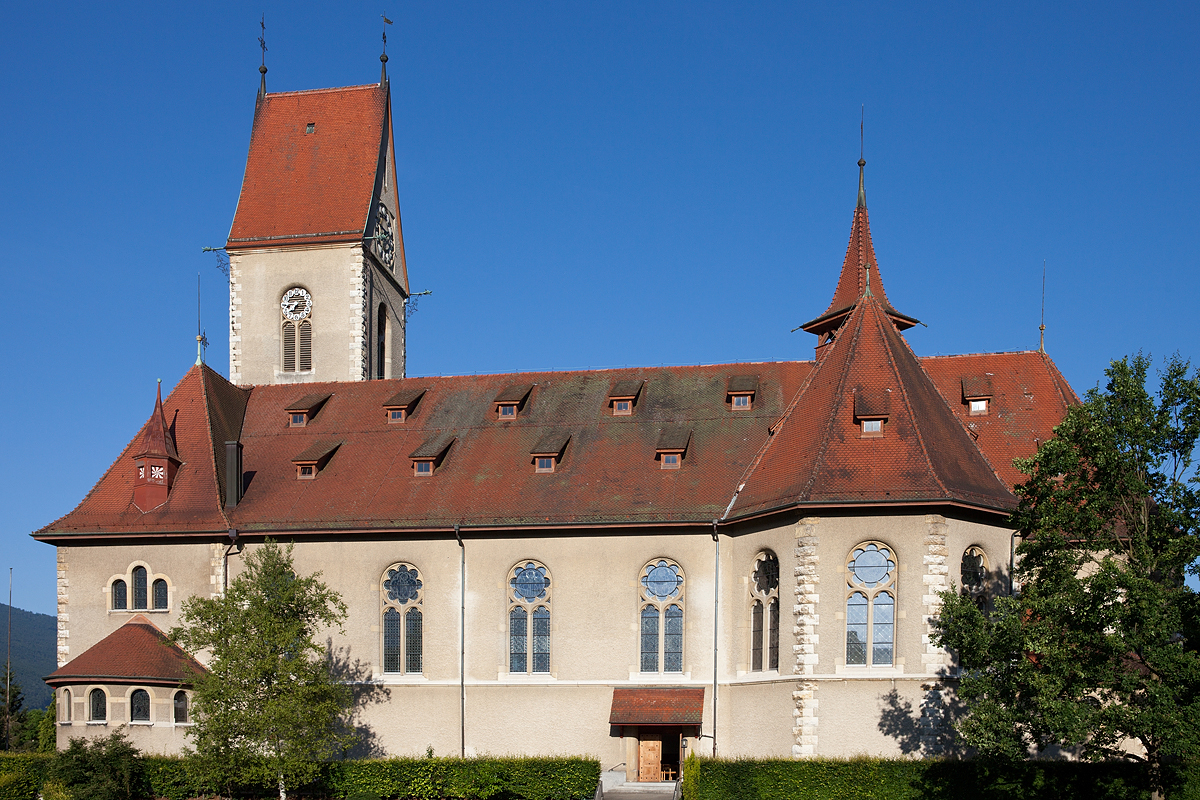
Katholische Kirche
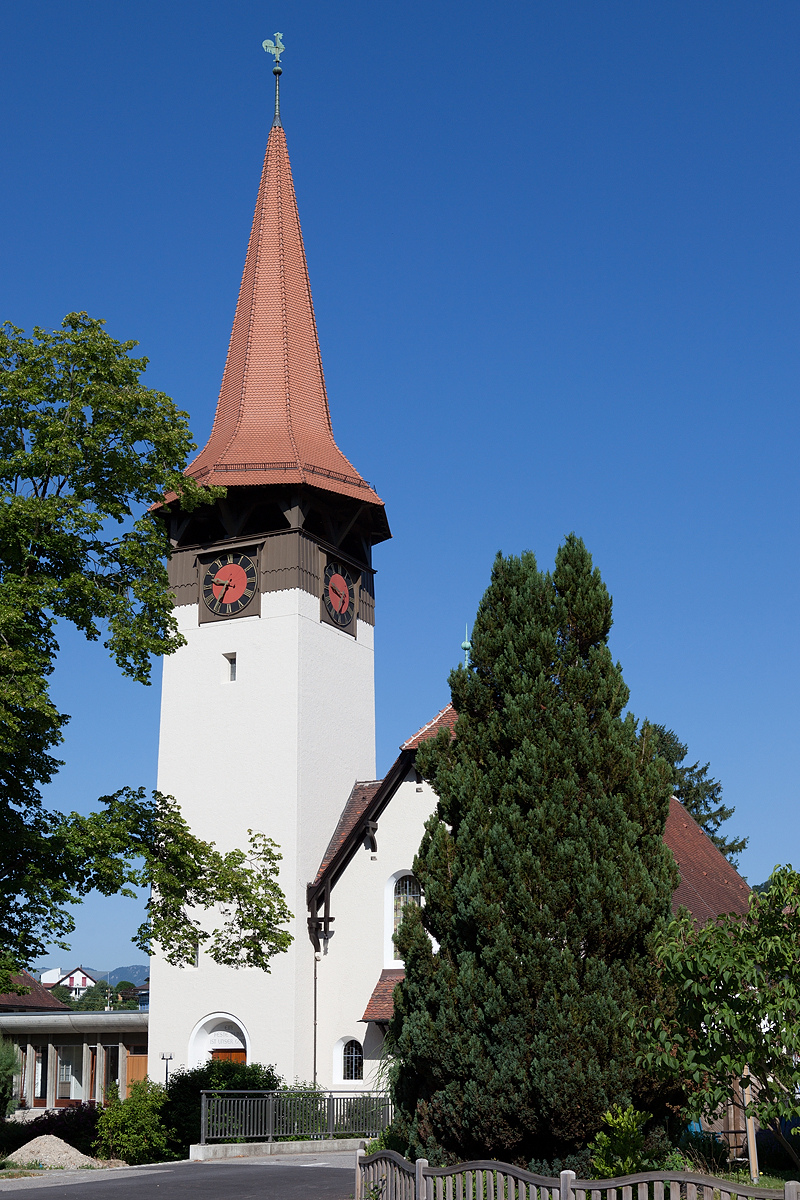
Reformierte Kirche
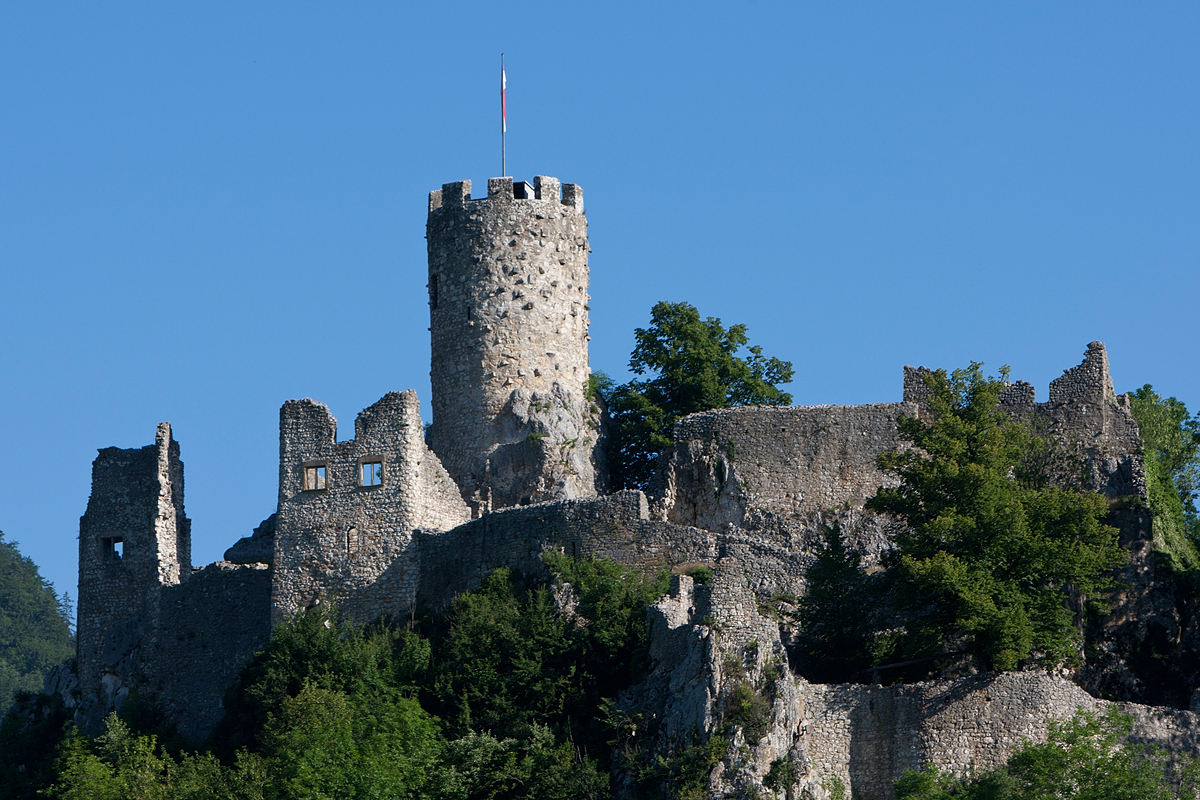
Ruine Neu-Falkenstein
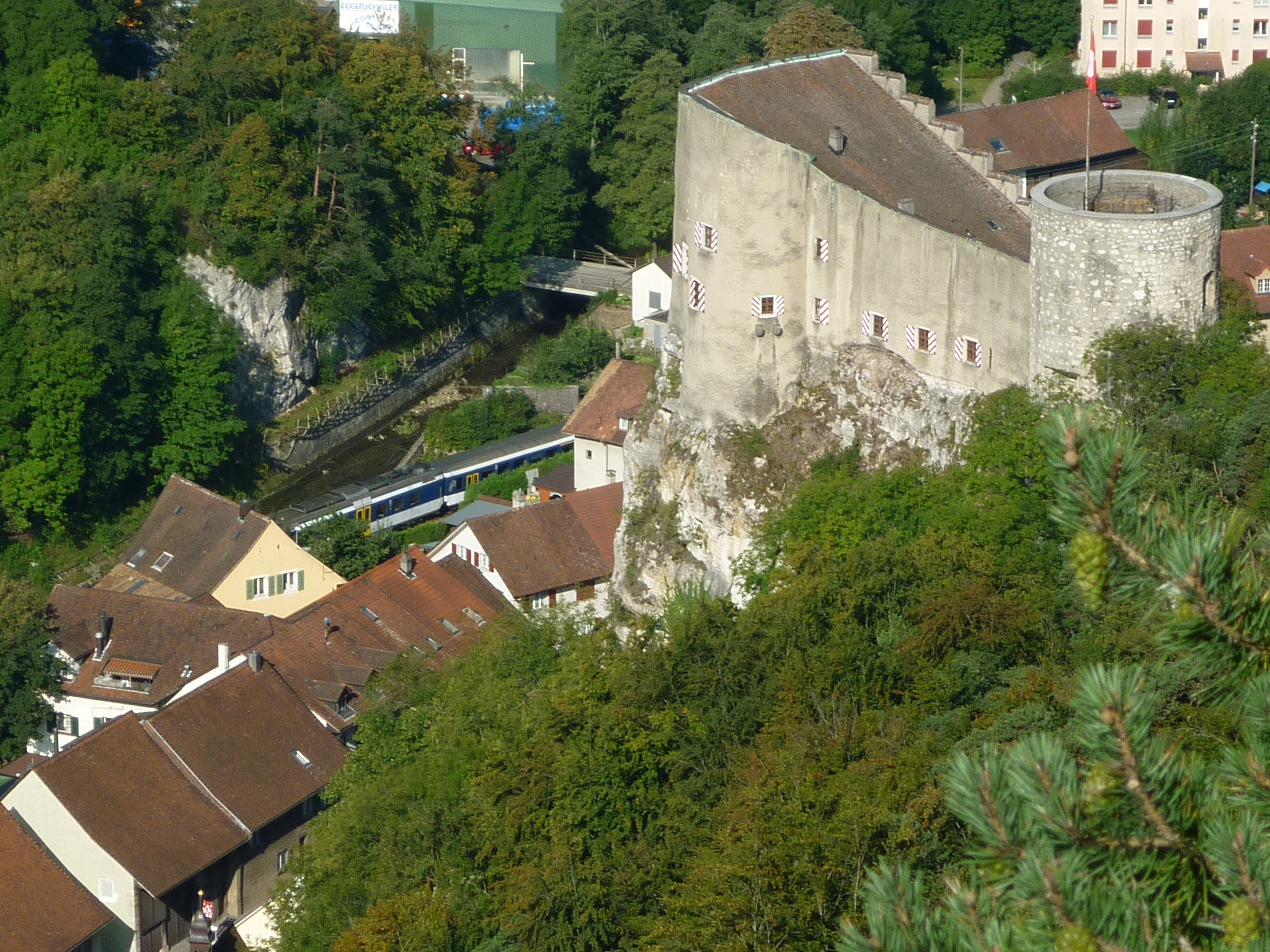
Alt-Falkenstein und Städtchen Klus
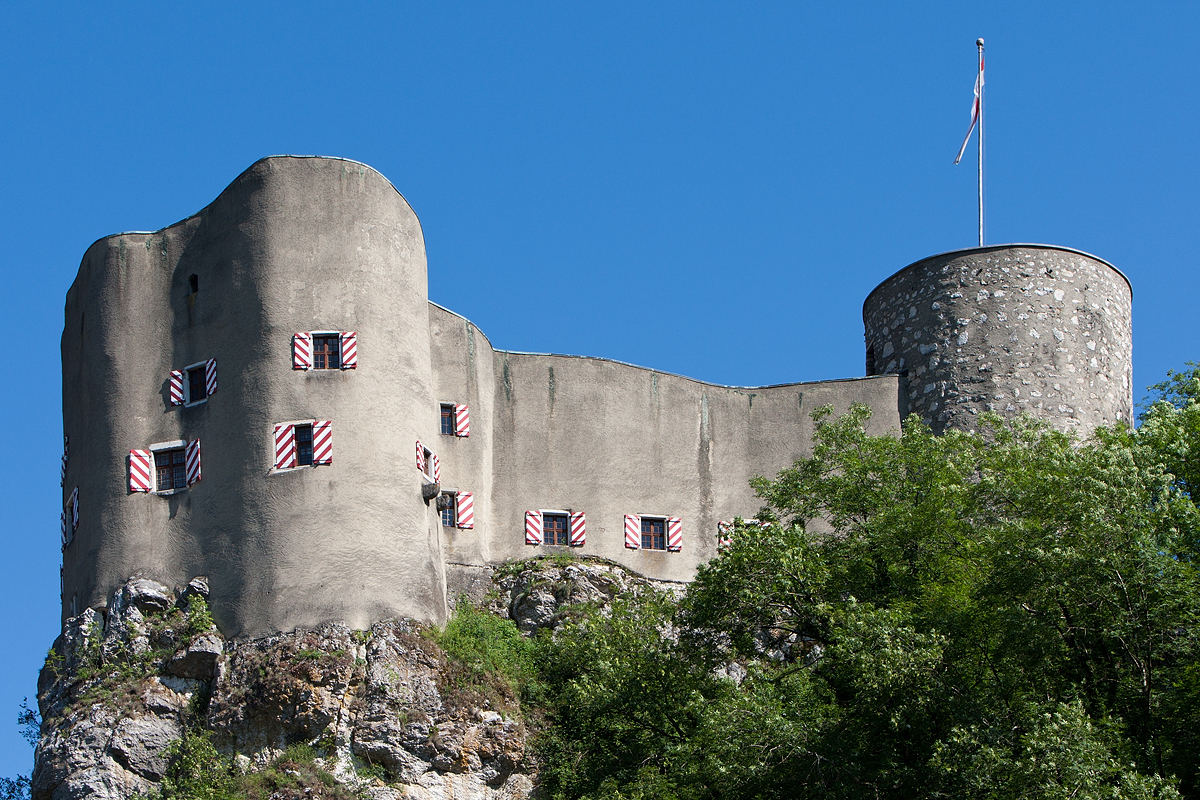
Alt-Falkenstein

## Römisch-katholische Pfarrkirche Balsthal

### Baugeschichte
Die Kirche wurde 1912–1914 unter der Leitung des Architekten August Hardegger aus St. Gallen gebaut.
Ungefähr zwei Monate nach den ersten Besprechungen mit dem Architekten wurden sehr detaillierte Pläne von Hand gezeichnet, z. B. der Grundriss sowie Quer- und Längsschnitte. Für den Bau waren eigentlich 522‘ 000 Franken geplant. Die Kirche sollte aber 258‘000 Franken kosten. Das hiess man musste die Kosten reduzieren. Sonst hätte man den Bau um Jahre hinausschieben müssen. Da die Kirchgemeinde nicht erst später bauen wollte suchten sie nach Sparmöglichkeiten. Zum Beispiel ersetzten sie Steine, die man nicht sieht, durch Kunststeine oder sie nahmen Altäre aus der alten Kirche. Auch wurden 2000 Postkarten von der geplanten Kirche gedruckt. Diese brachten der Kirche 90 Fr. Gewinn.
Am 16. Mai 1912 wurde der Grundstein gelegt.
Die Steine für den Bau wollte man zuerst aus St. Wolfgang holen (Das Schulhaus Haulismatt wurde mit Steinen aus St. Wolfgang gebaut). Da, dann aber Zweifel über die Qualität aufkamen, nahm man Steine von der Klus. Vier Monate nach der Grundsteinlegung folgte bereits die Aufrichte. Die Arbeiten wurden vor allem von Balsthalern erledigt.
Obwohl im Turm noch keine Glocken hingen, wurde am Sonntag, 24. Mai 1914 die neue Kirche mit einer grossen Feier eingeweiht und der erste Gottesdienst gefeiert.

### Die sechs Glocken
Die Kirche mit dem Namen Maria Himmelfahrt besitzt 6 Glocken. Die Glocken stammen eigentlich von der Friedhofskirche. Weil man nach dem Bau der Kirche nicht mehr genügend Geld für neue Glocken hatte, wurden die reparaturbedürftigen Glocken der Friedhofskirche (ausser der Kleinsten) eingeschmolzen und daraus neue gegossen. Nach dem Abtransport der alten Glocken am 21. Juni 1915 konnten sie einige Wochen nicht läuten. Während dieser Zeit übernahm die reformierte Kirche die Läute-Aufgaben. Speziell auch die Alarmfunktion bei aufkommender Gefahr im Ersten Weltkrieg.
Am 5. August 1915 trafen die Glocken mit einem feierlichen Umzug ein. Sie wurden an einem Holzgestell bis zum darauffolgenden Sonntag aufgehängt. Dann wurden die schön geschmückten Glocken vom Bischof eingeweiht. Am 11. August 1915 wurde die gesamte Schuljugend (650 Kinder) aufgeboten, um die Glocken von Hand hochzuziehen.
Liste mit den Namen und dem Gewicht der Glocken:
- Christusglocke: 3400 kg
- Marien- oder Betglocke: 2000 kg
- Sankt-Anna-Glocke: 1000 kg
- Sankt-Josefs- oder Sterbeglocke: 650 kg
- Sankt-Antonius- oder Wetterglocke: 450 kg
- Schutzengel-Glocke: 250 kg

### Renovationen
- 1958 – 1995 Erweiterung des Pfarrhauses

Am 12. März 1958 besichtigte der neue Pfarrer Wirz das Pfarrhaus. Dieses entsprach nicht mehr den heutigen Verhältnissen. Darum musste es um- und angebaut werden. Am 30. April 1958 genehmigte die Kirchengemeindeversammlung einen Kredit von 170 000 Franken für den Anbau eines Kellerraum, Luftschutzraum und vier Wohn- und Arbeitszimmern auf der Westseite des bestehenden Pfarrhauses. Als Architekt wurde Otto Dreyer aus Luzern eingesetzt. Obwohl die Genehmigung des Baues erst am 26. September 1958 eintraf, wurden bereits vier Tage vorher Bäume und Sträucher entfernt und der Trax begann mit den Aushubarbeiten. Als alles fertig renoviert war, baute man eine neue Heizung, eine Telefon- und Rundspruchanlage, und einen Kühlschrank und eine Waschmaschine ein. 1963 wurde eine neue Orgel mit 43 klingenden Registern eingebaut.
- 1975–1976 Innenrenovation

Bei der Innenrenovation im Jahre 1975–1976 ging es darum die Vorhalle neu zu streichen, die Kirche aufzuhellen und vier Wandbilder zu übermalen.
- 1989/90 Bau des Pfarreiheimes

Das Pfarreiheim Piazza wurde gebaut. In den darauffolgenden Jahren wurde auch das Pfarrhaus mehrmals umgestaltet.
- 2005–2007 Innenrenovation

Es gab erneut eine Innenrenovation. Durch Reinigung, Neuanstrich und Restaurierung wurde die Kirche zu ihrer ursprünglichen Farbgebung zurückgeführt.
- 2012–2014 Aussenrenovation

Die schon seit sieben Jahren erwartete Aussenrenovation konnte im Jahr 2012 endlich durchgeführt werden. Ziel war es, dass die Renovation der Kirche zum 100 Jahr-Jubiläum fertig wird. Bei dieser Renovation wurde die Hülle der Kirche repariert, weil immer mehr Feuchtigkeit in die Mauern kam. Im Dach fand man bei den Arbeiten eine Fledermauskolonie, die man umsiedeln musste. Auch die Umgebung wurde angepasst. Vor der Haupttreppe haben Firmanden ein Labyrinth auf den Platz gemalt. Der Preis der Renovation war 2‘800'000 Franken. Das ist viel mehr, als dass die ganze Kirche kostete. Als Abschluss aller Renovationsarbeiten und zum 100-jährigen Jubiläum der Marienkirche feierte man am 15. August 2014 ein grosses Pfarreifest.

## Persönlichkeiten
- Rudolf von Wart (belegt ab 1274–1309), Herr zu Falkenstein in der Klus
- Urs Jakob Tschan (1760–1824), Mathematikprofessor, Geistlicher und Luftfahrtpionier
- Johann Josef Brunner (1804–1862), Messinstrumentenbauer und Feinmechaniker
- Karl Munzinger (1842–1911), Komponist und Chorleiter
- Urs Viktor Heutschi (1843–1899), Bankier und Politiker
- Oskar Munzinger (1849–1932), Jurist, Zeitungsredakteur und liberaler Politiker
- Heinrich Deubelbeiss (1900–1973), Ehrenbürger der Gemeinde
- Erich Schmid (1907–2000), Dirigent und Komponist
- Theodor Diener (1908–1983), Komponist und Kirchenmusiker
- Gustav Bloch (1914–2000), Musiker und Komponist[13]
- Hans Sigrist (1918–1999), Historiker
- Basil Studer (1925–2008), Patristiker
- Rolf Hesterberg (1927–2013), Architekt
- Daniel Müller (1928–2019), Politiker und Nationalrat
- Alwin Albert Hafner (1930–2016), römisch-katholischer Bischof von Morombe, Madagaskar
- Alexander Niemetz (* 1943), freier Publizist und Fernsehmoderator
- Kathrin Altwegg (* 1951), Astrophysikerin
- Rudolf Hafner (* 1951), Politiker (GFL)